# Leandro Misuriello
Leandro Misuriello (Milano, 17 settembre 1972 – Pula, 3 settembre 2006) è stato un bassista italiano, noto soprattutto per essere stato il primo bassista degli 883 e il bassista della band di Carmen Consoli.

## Biografia
Di origini pugliesi inizia a studiare il basso all'età di tredici anni, influenzato dal padre a sua volta bassista e chitarrista amatoriale, prima da autodidatta ed in seguito con Stefano Cerri al Centro Professione Musica, e con Dino D'Autorio, Paolo Costa ed il contrabbassista jazz Marco Vaggi alla Civica Scuola di Jazz diretta da Franco Cerri. Dopo aver collaborato con vari artisti tra cui Eugenio Finardi, Alberto Fortis, gli 883 e Fiorello (per l'album Finalmente tu), nel 1999 diviene un membro della band di Carmen Consoli, partecipando a svariate tournée della cantante siciliana prima in qualità di bassista e poi anche come contrabbassista elettrico, contribuendo inoltre ad alcune registrazioni in studio.
Si integra fortemente con gli altri membri della band, e per tutti diventa "il barone" o "Chillo", come viene simpaticamente chiamato anche dai fan. Nel 2002 invece, per lo Zecchino d'Oro compone insieme a Daniele Moretto ed Eugenio Mori, su testo di Fabrizio Palaferri, il brano Mio fratello. Sua è la sigla del segnale orario di Canale 5 dal 2001 al 2006 e la sigla di Verissimo dal 9 gennaio al 2 giugno 2006.
Muore, a soli 33 anni, il 3 settembre 2006 travolto da un'automobile davanti alla discoteca Tsunami di Santa Margherita di Pula (CA), dove si stava recando, dopo aver suonato poche ore prima nel concerto di Carmen Consoli all'anfiteatro romano di Cagliari. Riposa nel cimitero di Bruzzano, a Milano.

## Discografia

### Con Fiorello
- 1995 - Finalmente tu

### Con gli 883
- 1995 - La donna il sogno & il grande incubo

### Con Carmen Consoli
- 2000 - Stato di necessità (album)
- 2001 - L'anfiteatro e la bambina impertinente
- 2002 - L'eccezione
- 2003 - Un sorso in più
- 2006 - Eva contro Eva

### Con Quarto
- 2000 - "Quarto (album)"